# Pompeia Plotina
Pompeia Plotina (numele întreg, în latină Pompeia Plotina Claudia Phoebe Piso, n. anii 70 d.Hr., Nîmes, Franța – d. 121 d.Hr.) a fost soția împăratului Traian.

## Biografie
Pompeia Plotina s-a născut la Nemausus, în provincia Gallia Narbonensis, în timpul domniei lui Nero. S-a căsătorit cu Traian, înainte ca acesta să acceadă la titlul de împărat roman. Deși căsătoria a fost fericită, nu au avut copii.
În anul 97, Plotina împreună cu soțul ei s-a mutat la Colonia, în Germania inferior, unde Traian a devenit guvernator. Cuplul a locuit împreună cu sora lui Traian, Ulpia Marciana, fiica acesteia, Matidia, și două dintre nepoatele sale, Vibia Sabina și Matidia.
În ianuarie 98, Traian a devenit noul împărat roman, urmându-i lui Nerva, iar în anul următor, familia imperială s-a stabilit la Roma. În timpul ceremoniei de încoronare a lui Traian, Plotina s-a adresat mulțimii și a exclamat că dorește să rămână aceeași femeie care fusese până atunci.
În 105, Traian i-a acordat titlul de Augusta. Plotina l-a protejat pe Hadrian care, rămas orfan de tată la vârsta de zece ani, a intrat sub tutela lui Traian. A acționat mult pentru accelerarea carierei tânărului Hadrian, iar la moartea lui Traian, survenită în 117, părerea sa a fost determinantă pentru numirea lui Hadrian ca succesor al lui Traian.
Pompeia Plotina a murit în anul 121 și a fost divinizată de Hadrian, care a ridicat două temple în onoarea ei, unul la Nemausus, iar altul la Roma, în Forul lui Traian. 
Pompeia Plotina a fost renumită pentru calitățile sale de austeră matroană romană. A fost faimoasă pentru interesul pe care-l avea față de filosofie. A aderat la epicurism și a contribuit la relansarea acestui curent filosofic.

## Galerie de imagini

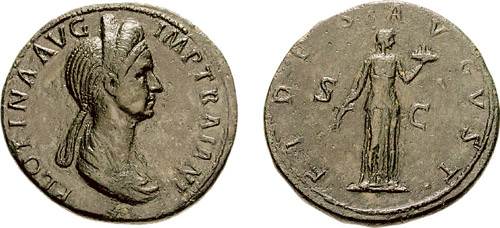
Sesterţ (28,73 grame) emis sub Traian, prin anul 112; avers: PLOTINA AVG IMP TRAIANI, bust drapat, spre dreapta; revers: FIDES AVGVST, S C de o parte şi de alta a zeiţei Fides, care stă în picioare, spre dreapta.
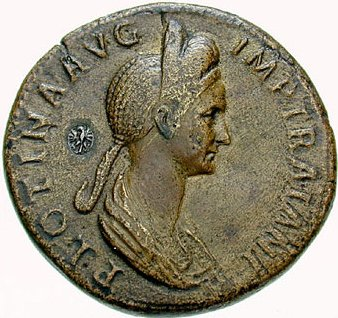
Sesterţ emis sub Traian; avers: PLOTINA AVG IMP TRAIANI, bust drapat, spre dreapta.